# 勒克洛斯
勒克洛斯（法語：Recloses，法語發音：[ʁəkloz] ⓘ）是法国塞纳-马恩省的一个市镇，位于该省西南部，属于枫丹白露区。

## 地理
勒克洛斯（48°20'52"N, 2°38'30"E）面积9.35 平方千米，位于法国法蘭西島大區塞纳-马恩省，该省份为法国北部内陆省份，北起瓦兹省，西接埃松省、马恩河谷省、塞纳-圣但尼省和瓦兹河谷省，南至卢瓦雷省，东南接约讷省，东临马恩省和奥布省，东北接埃纳省。
与勒克洛斯接壤的市镇（或旧市镇、城区）包括：布龙-马尔洛特、拉沙佩勒拉雷讷、枫丹白露、卢万河畔格雷、于里、维利耶苏格雷。

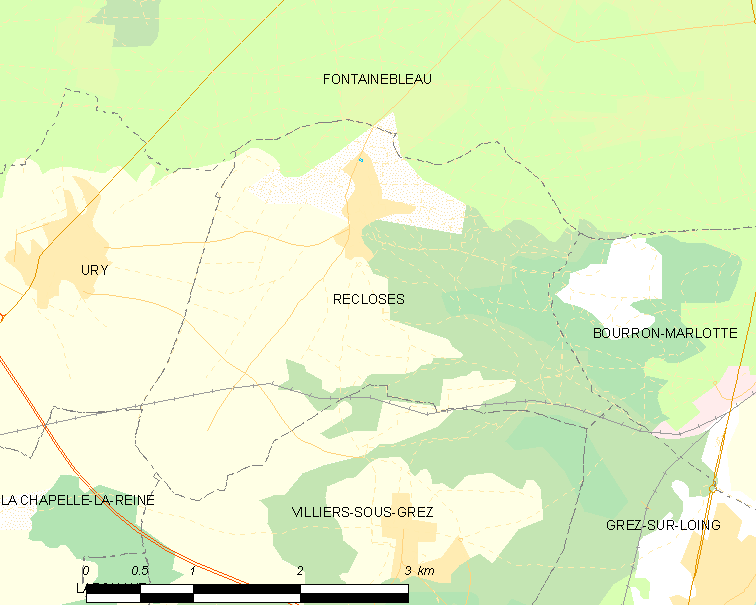
勒克洛斯的OSM定位图

勒克洛斯的时区为UTC+01:00、UTC+02:00（夏令时）。

## 行政
勒克洛斯的邮政编码为77760，INSEE市镇编码为77386。

## 政治
勒克洛斯所属的省级选区为枫丹白露县。

## 人口

1962-2008年间勒克洛斯人口变化图示

勒克洛斯于2022年1月1日时的人口数量为624人。